# 善光寺 (東京都港区)
善光寺（ぜんこうじ）は、東京都港区北青山三丁目にある浄土宗の寺院。詳名は南命山無量寿院善光寺。

## 歴史
現在の青山は、江戸時代には善光寺の門前町であった。1853年（嘉永6年）に発行された江戸切絵図の『東都青山絵図』によると、一帯には各大名家の下屋敷が存在し、大山道（現在の青山通り）も通っていた。
善光寺は浄土宗に属する寺院で、創立は1601年（慶長6年）と伝わる。山号は南命山といい、詳名は「南命山無量寿院善光寺」、本尊は1尺5寸の阿弥陀如来である。同本尊は767年（神護景雲元年）、8月の十五夜に法如尼という人物が當麻寺の紫雲庵で念仏を唱えている最中に信州善光寺の如来が現れ、その姿を写したものという。
創立当初の善光寺は尼寺で、かつては谷中にあった。善光寺第109世大蓮社光忍円誉智慶が徳川家康に請願して江戸谷中に7500坪の土地の寄進を受けて、伽藍を建立した。谷中の旧地は玉林寺（台東区谷中一丁目7-15に現存）付近で、今では「善光寺坂」と坂の名にその名残をとどめている。第4世誓誉智伝の時期、1648年（慶安元年）9月17日に徳川家光から朱印地（高5石）を拝領した。
谷中の伽藍は、1703年（元禄16年）11月29日に小石川水戸邸を火元とする大火（元禄地震による火事）によって焼失した。1705年（宝永2年）、光蓮社心誉知善が高5石の朱印地を徳川吉宗から賜り、現在の場所に間口75間、奥行100間の堂宇を新築して同年12月に至って移転した。そのため、善光寺は心誉知善を中興開基とする。
善光寺はもともと無本寺であったが、徳川幕府の時代には1740年（元文5年）から寛永寺の支配下に置かれていた。幕末の1862年（文久2年）12月5日、再度の火災に遭って全焼したため、その後は長きにわたって仮本堂であった。
1915年（大正4年）9月に伽藍の再建に着手し、1920年（大正9年）5月に落成した。1945年（昭和20年）5月25日、戦災によって焼失し、1974年（昭和49年）8月に本堂・庫裏・書院を再建した。
善光寺はもともと葬儀に関係せず、墓地も存在していなかった。墓地が設けられたのは明治以後のことで、中御門経之、松木宗有、牧野晩香、中山能子（勘解由小路光宙室）などが葬られている。『赤坂・青山その2』所載の「善光寺」の記述によれば、檀家数447、戒名数2,885、墓地480基、過去帳及び墓碑の最古は、1874年（明治7年）である。

## 境内

### 建造物
山門

本堂
善光寺は元々谷中（上野）にあったが、火災で焼失したため替地を命じられ1776年（宝永6年）に現在地へ移転。信州善光寺と同様の真っ暗な須弥壇の下を歩いて鍵に触れる戒壇巡りがある。1974年（昭和49年）8月に再建。
鐘楼

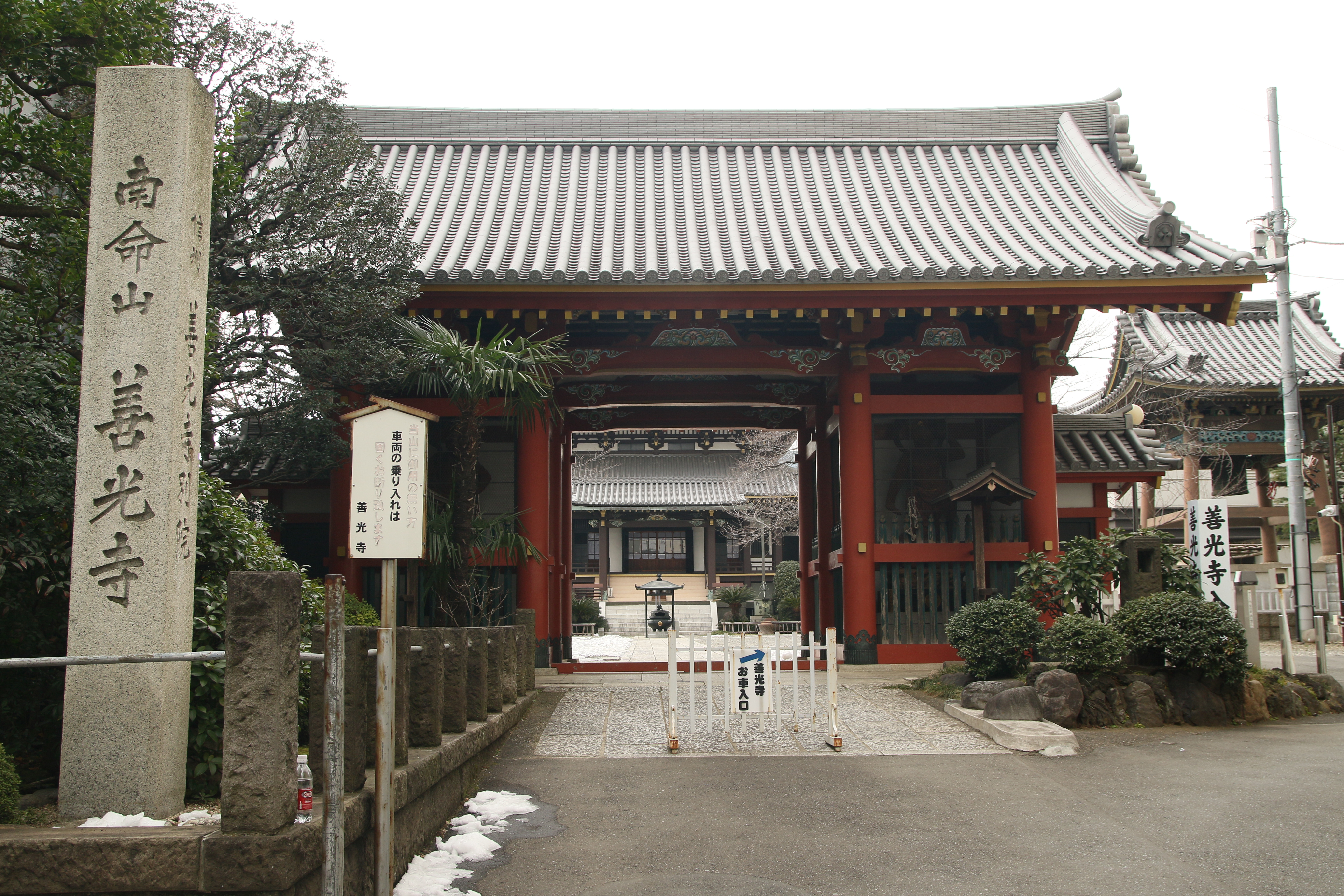
山門
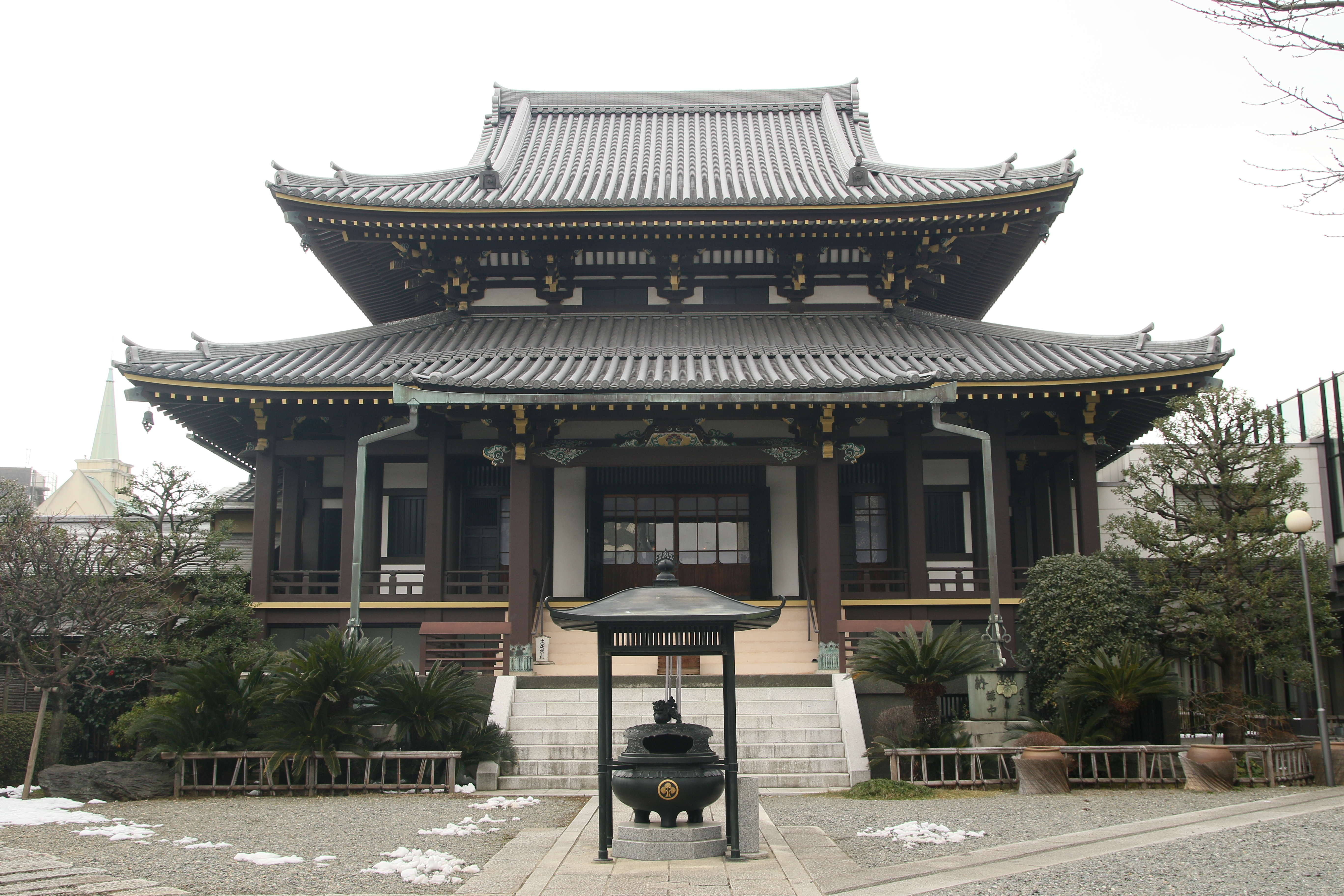
本堂
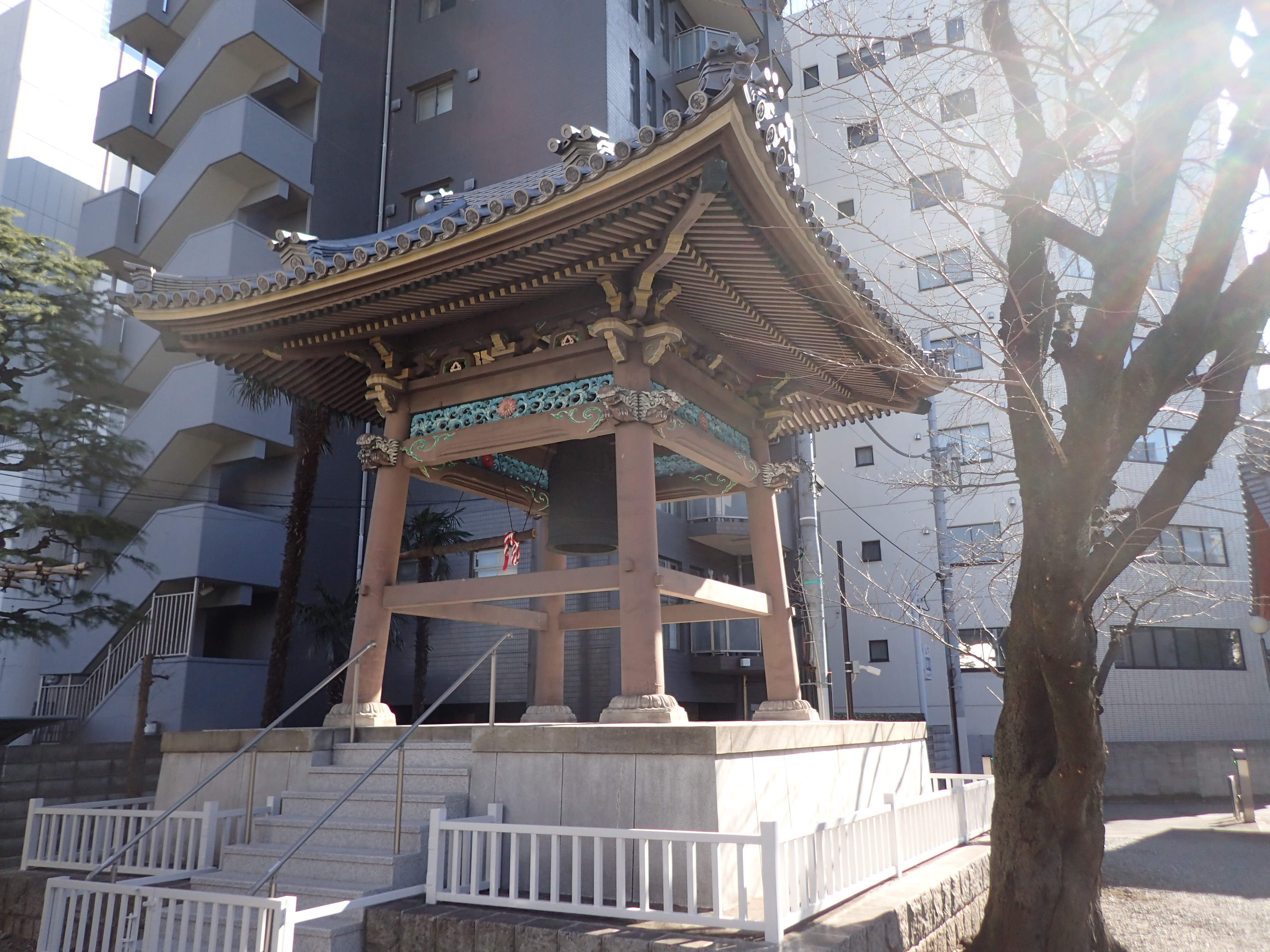
鐘楼

### その他

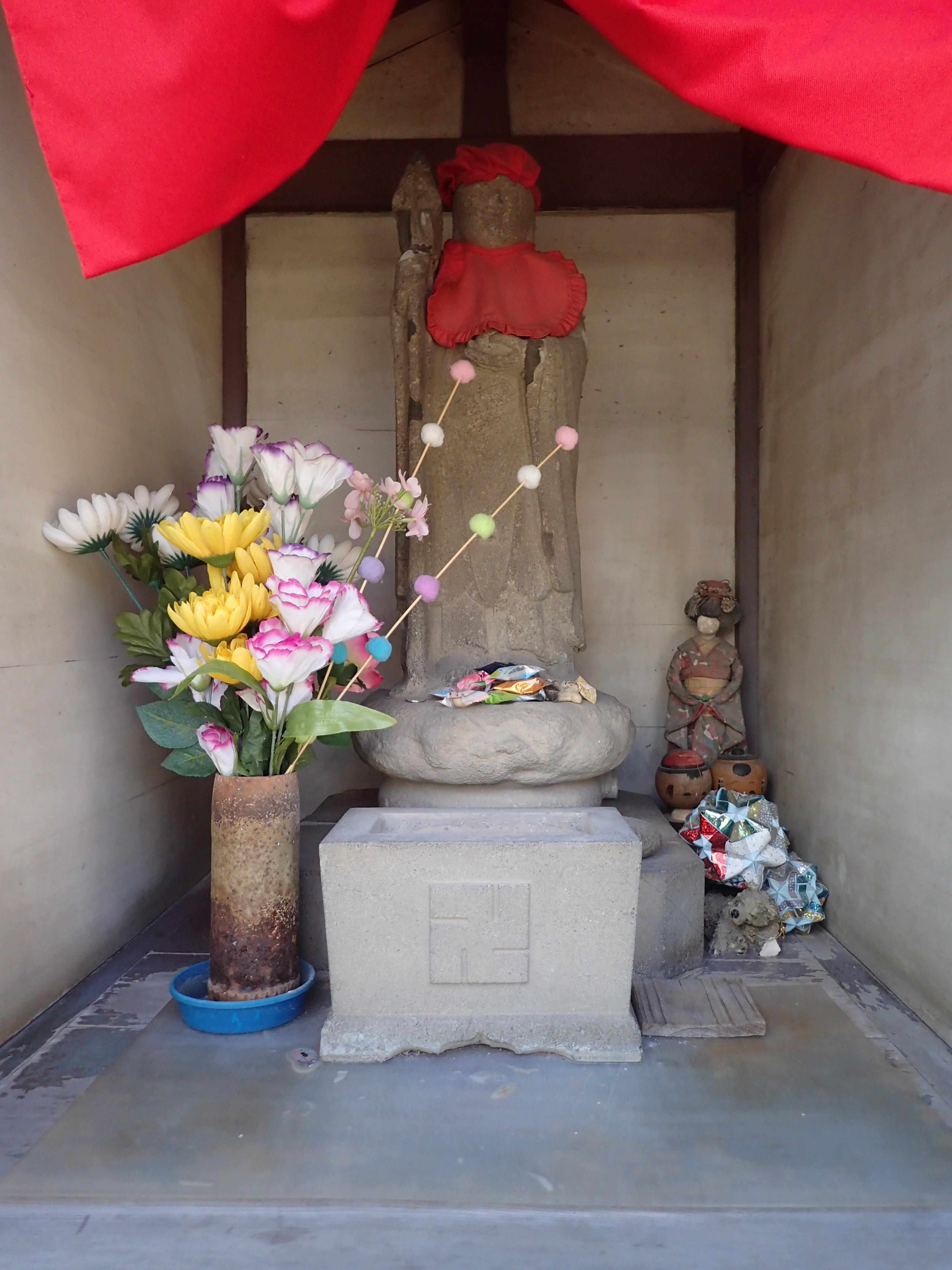
子育て地蔵
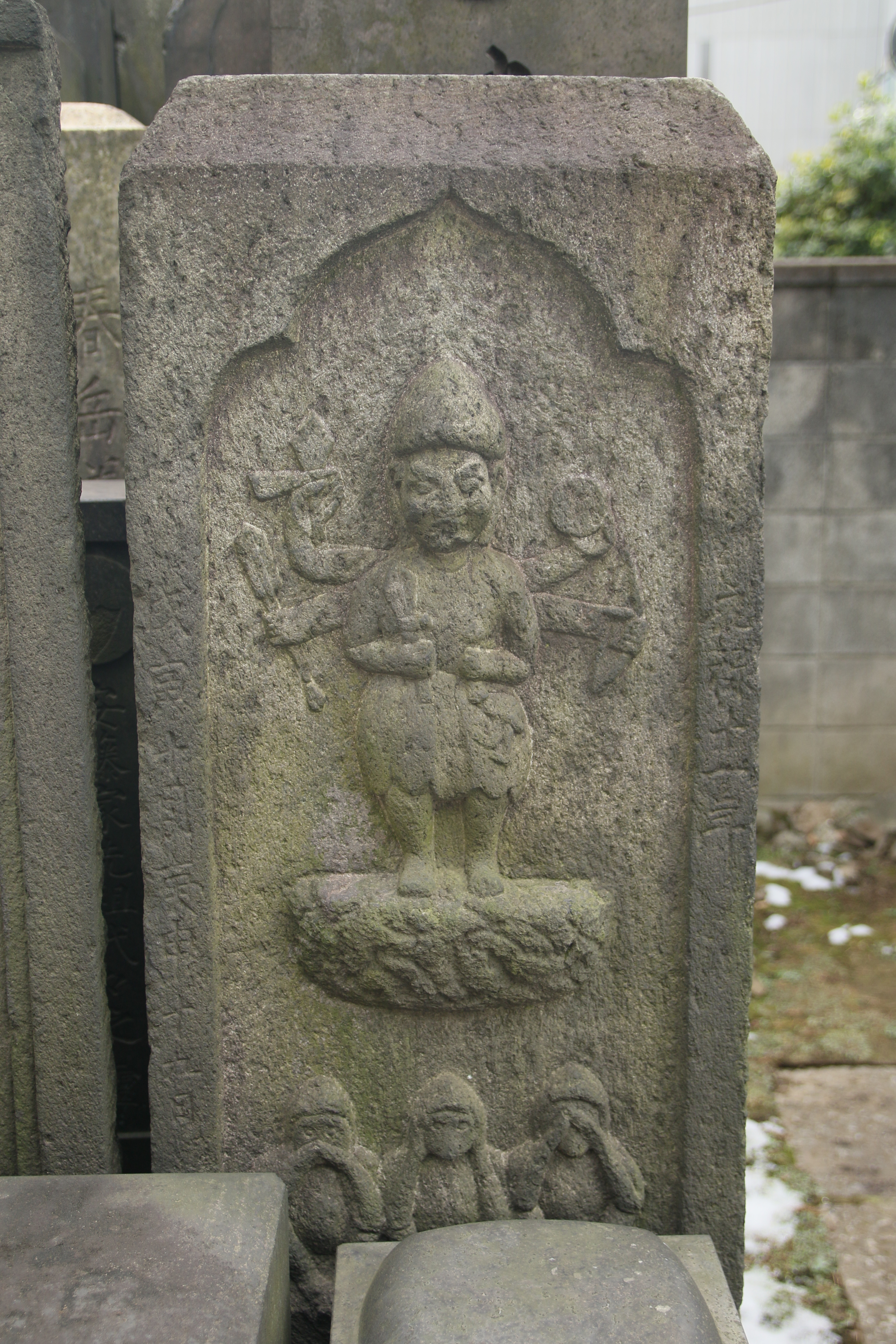
庚申塔
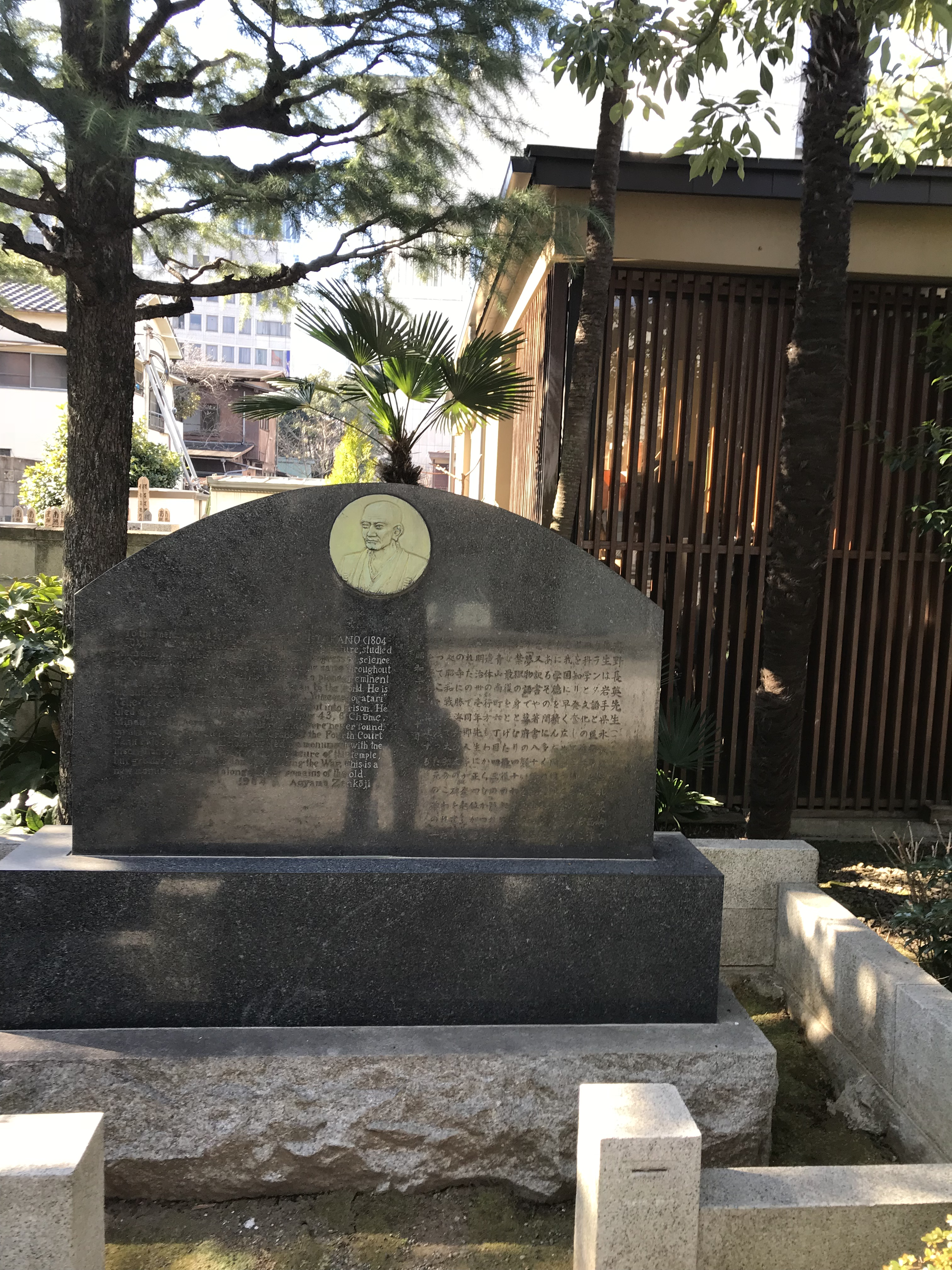
高野長英記念碑
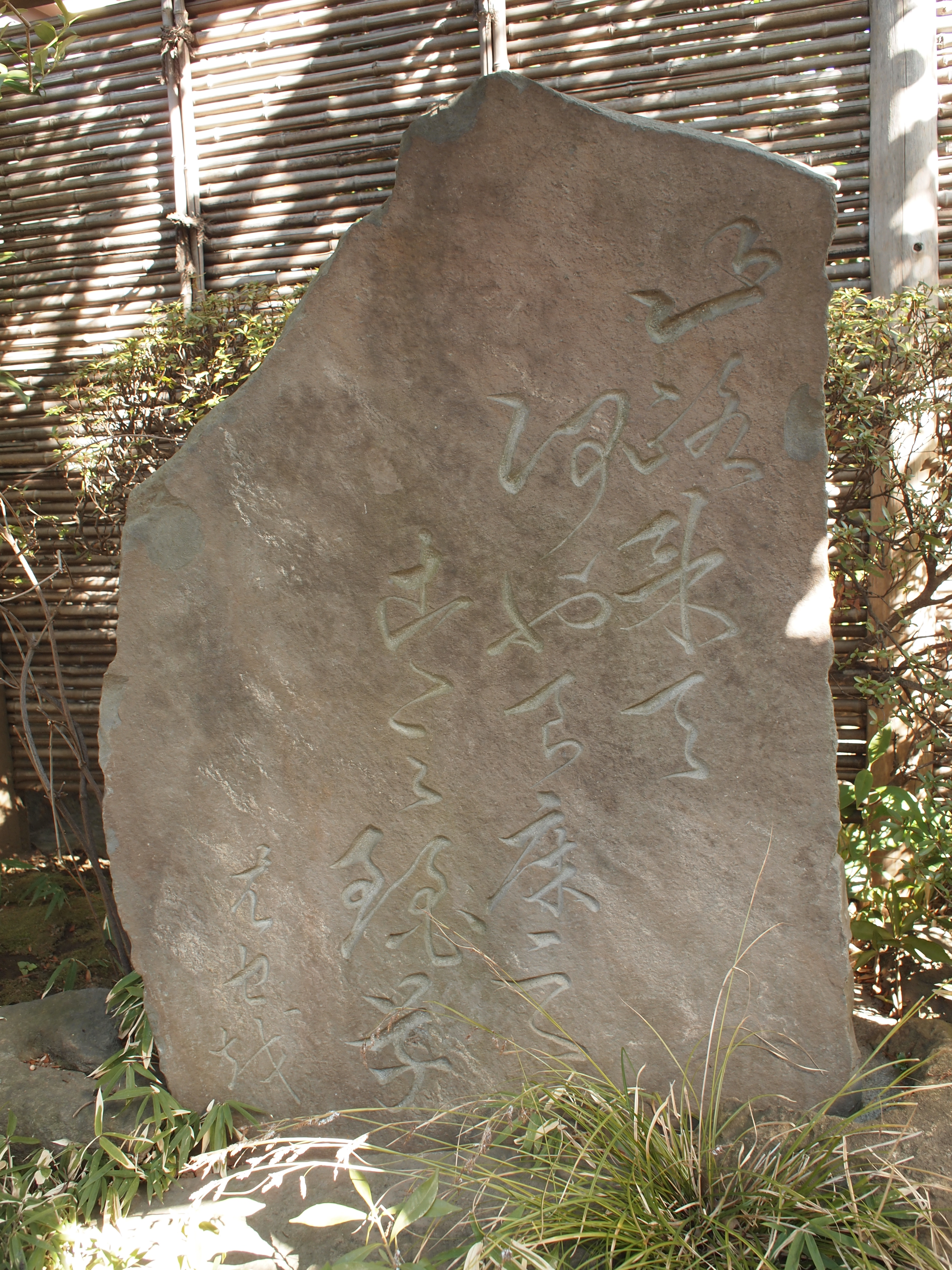
芭蕉句碑
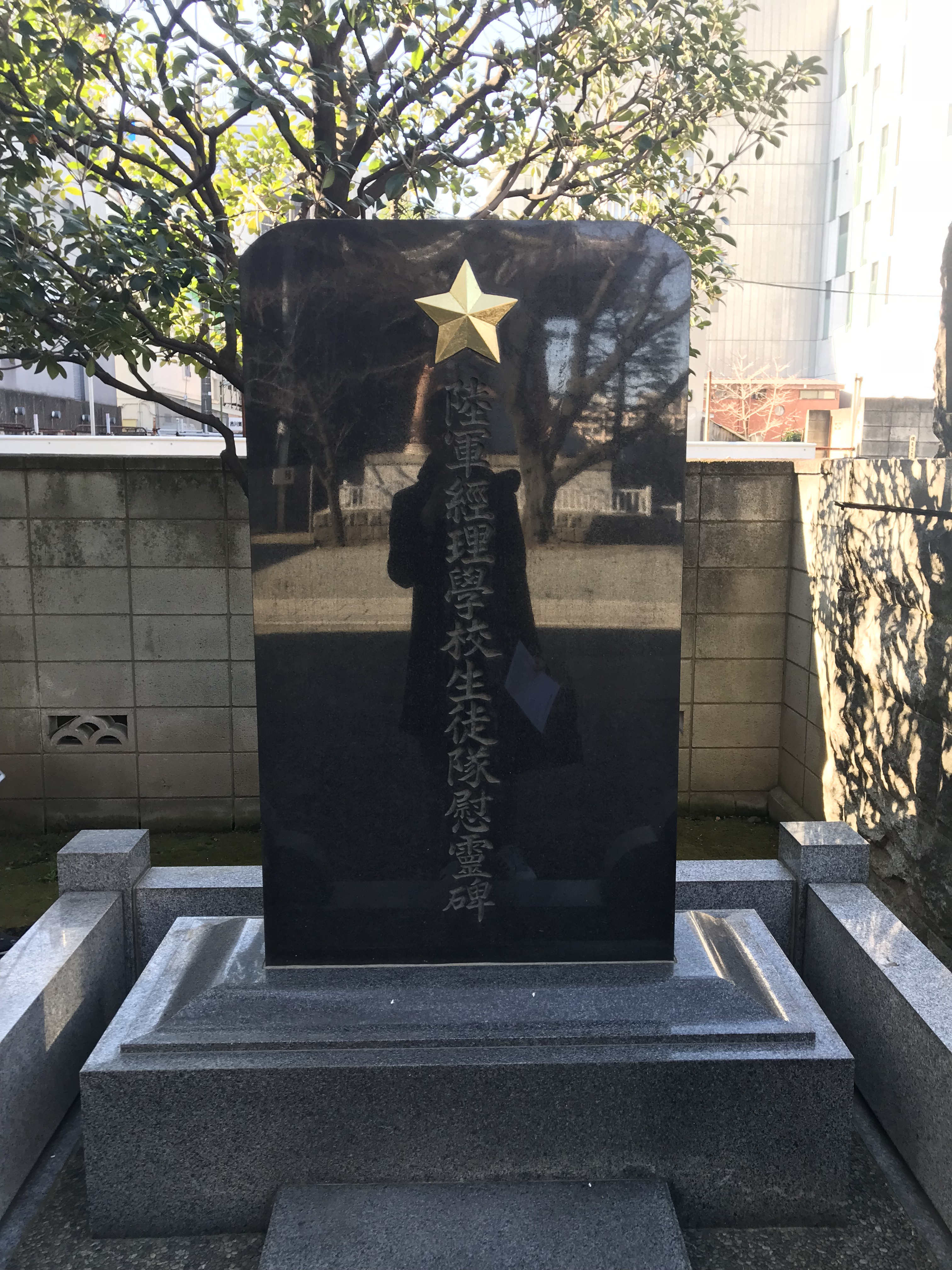
陸軍経理学校慰霊碑
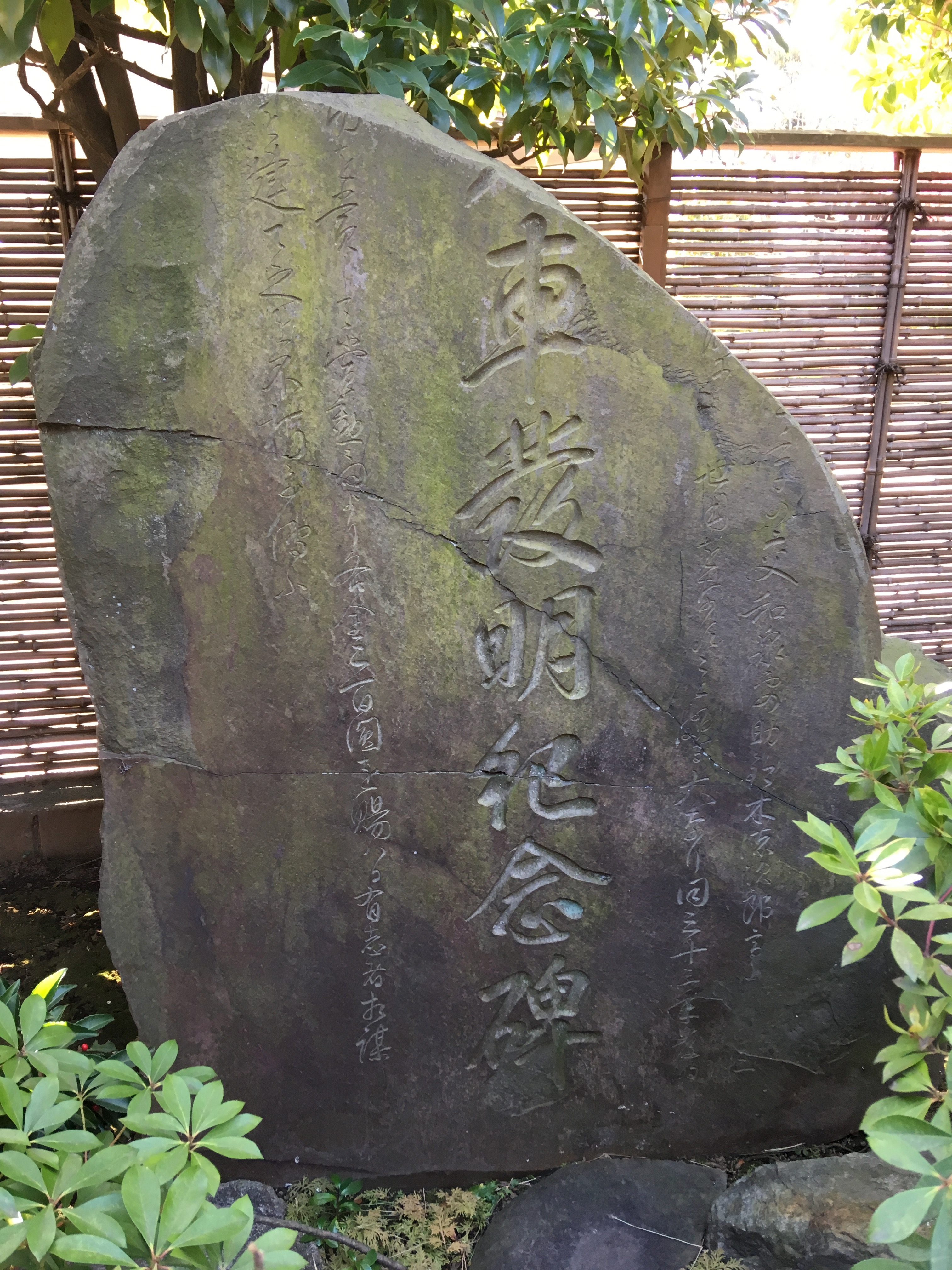
人力車発明記念碑

墓地
- 中御門経之 - 公卿、侯爵
- 甘露寺受長 - 公卿、伯爵
- 松木宗隆 - 公卿、伯爵
- 武者小路穣 公家武者小路家
- 土御門晴善 公卿、子爵
- 河鰭実文 - 多磨霊園に改葬された為無縁塔の中にある。
- 正三位勘解由小路光宙 - 勘解由小路資生の義父。無縁塔の中にあるが、勘解由小路家の墓は現存。
- 地下人信濃小路家の墓碑も無縁塔にある。
- 半井清 - 官僚、横浜市長
- 海軍中将の角田秀松の父で会津藩の藩医である角田良智、元男爵の角田猛の墓。
秀松の墓所は青山霊園にある。
- 柳家喜多八（落語家）-墓石にはモットーであった「清く、気だるく、美しく」の文字が彫られている。

子育て地蔵

庚申塔
塔の右側面に「延宝二年」と刻まれている。
高野長英記念碑
高野長英は蛮社の獄で投獄され、脱獄後寺近くの青山百人町の隠れ家で医業を営んでいたが1850年（嘉永3年）幕吏に襲われ自害した。このため、高野長英を顕彰するべく勝海舟の撰文になる記念碑が造立された。現在の記念碑は太平洋戦争時の空襲により大部分が壊れたため、元の碑の一部を保存して1964年（昭和39年）に再建されたものである。
芭蕉の句碑
松尾芭蕉の俳句「山路来て何やらゆかしすみれ草」を刻んだ句碑である。1848年（嘉永元年）3月造立。
陸軍経理学校生徒隊慰霊碑

人力車発明記念碑
人力車を発明した和泉要助、鈴木徳次郎、高山幸助を顕彰する。1873年（明治6年）造立。
- 子育て地蔵
- 庚申塔
- 高野長英記念碑
- 芭蕉句碑
- 陸軍経理学校慰霊碑
- 人力車発明記念碑

## 文化財
青山善光寺には、文化財として、八相涅槃図一幅、善光寺縁起図二幅が伝えられている。
八相涅槃図
八相涅槃図（絵本着色・縦182cm、横178.5cm）は、中央に涅槃図が描かれ、その周囲三縁（左・右・下）に八相図が描かれている。涅槃図と八相図を合わせて描かれることは少ない。八相図には、仏陀の生涯における重要な八つの出来事（降兜率・入胎・誕生・出家・降魔・成道・初転法輪・涅槃）が描かれている。涅槃図には、沙羅双樹に囲まれた宝台に横臥した仏陀を、取り囲んで悲嘆慟哭する諸菩薩、仏母、十大弟子、羅漢、八部衆、国王、大臣、諸衆、動物が描かれている。涅槃図の仏陀が小さく描かれる作風から、製作年代は江戸末期と推定される。
善光寺縁起図
善光寺縁起図（絹本着色・縦168cm、横128cm）は、善光寺縁起をもとに、絵巻形式で、二幅の掛幅に描かれている。天保八龍集丁酉冬十月（1837）と製作年代の記載がある。京辺の職業絵師の筆になるものとみられている。

## 年中行事
- 7月最終週日曜・月曜　謝恩納涼盆踊り大会

## 交通アクセス
- 東京メトロ表参道駅から徒歩2分